# 恵公 (戦国秦)
恵公（けいこう）は、秦の第22代公。簡公の子。

## 生涯
簡公15年（紀元前400年）、簡公が薨去すると、後を継いで秦公となった。
恵公7年（紀元前393年）、魏と汪で戦ったが、敗れた。
恵公9年（紀元前391年）、宜陽で韓を破り、6邑を取った。同年、楚と修好した。
恵公10年（紀元前390年）、魏と武城で交戦した。
恵公11年（紀元前389年）、秦は魏の陰晋を攻撃したが、呉起の率いる魏軍に惨敗した。
恵公12年（紀元前388年）、子の出公が生まれる。
恵公13年（紀元前387年）、恵公は蜀を征伐して南鄭を取った。この年、恵公が薨去し、子の出公が立って秦公となった。

## 参考資料
- 『史記』（秦本紀第五）